# 各種学校
各種学校（かくしゅがっこう）とは、日本において学校教育法第134条に基づき、学校教育法第1条に規定される学校（一条校）以外で、学校教育に類する教育を行うもののうち、所定の要件を満たす教育施設である。

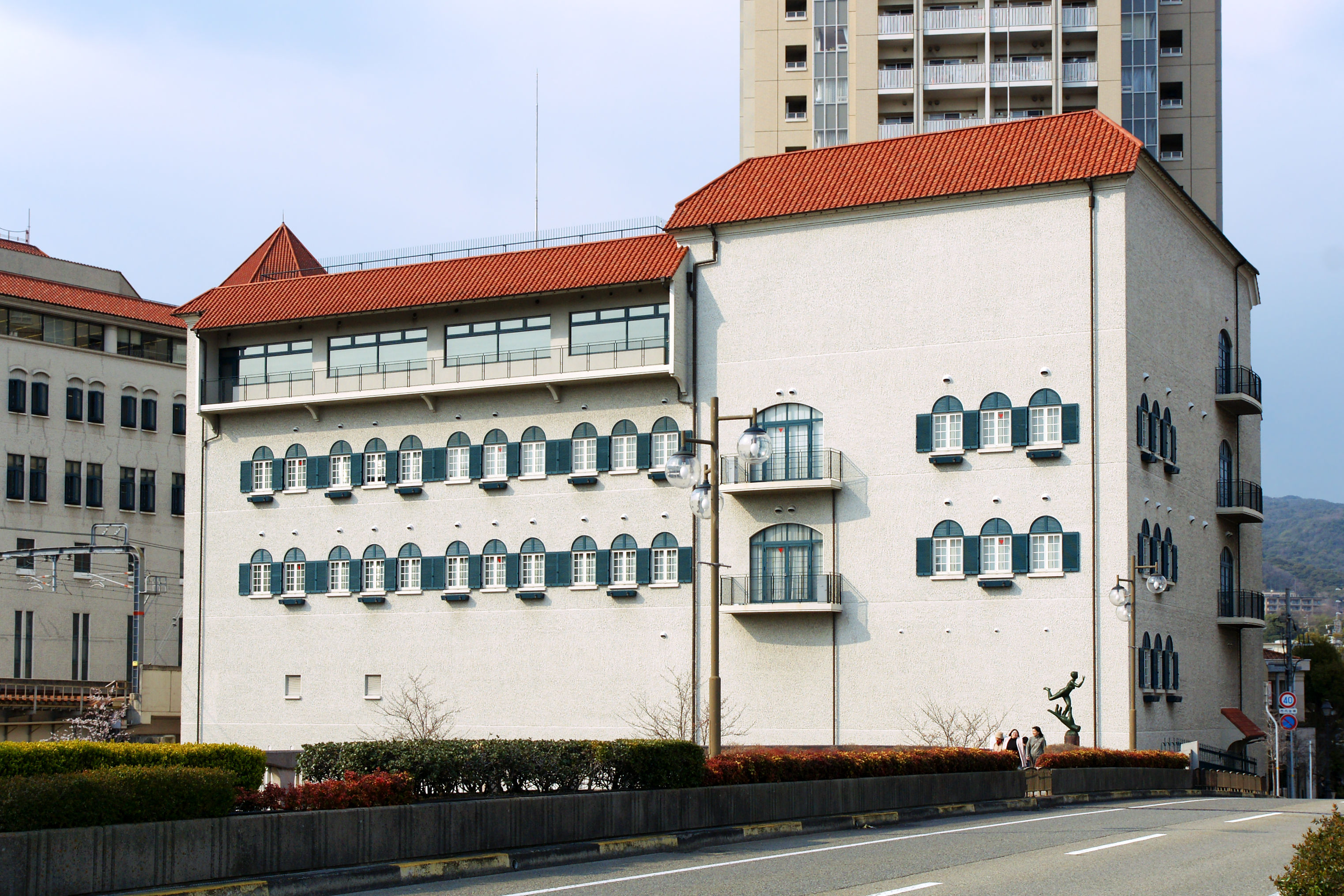
宝塚歌劇団の劇団員を養成する宝塚音楽学校

各種学校の設立は、市町村の設置する各種学校は都道府県の教育委員会が認可し、私立のものは都道府県知事が認可する。都道府県の設置する場合は、認可を要しない。これは、設置者と認可がともに都道府県とするのは意味がないからである。国の設立する場合も認可は不要である。各種学校に無認可校は含まれない。2007年（平成19年）改正前の学校教育法では第83条に規定されていたため「83条校（はちじゅうさんじょうこう）」と呼ばれることもあった。

## 概要
各種学校の由来は、1879年（明治12年）の教育令「学校は小学校・中学校・大学校・師範学校・専門学校、その他各種の学校とする」に始まるとされる。和洋裁・簿記・珠算（珠算学校一覧参照）・自動車整備・調理・栄養・看護師・保健師・理美容・タイプ・英会話・工業など、各種の教育施設を含む。インターナショナルスクールや民族学校などの外国人学校の多くは各種学校である。
各種学校は、授業時数や教員数、施設・設備などの一定基準（各種学校規程等）を満たした場合に、都道府県知事の認可を受けて設置される。したがって、審査基準は各都道府県が独自に制定するものである。専修学校（専門学校、高等専修学校）と混同されることもあるが、両者は学校教育法において明確に区別されている。
各種学校であるための条件は学校教育法第134条第1項に「第一条に掲げるもの以外のもので、学校教育に類する教育を行うもの（当該教育を行うにつき他の法律に特別の規定があるもの及び第百二十四条に規定する専修学校の教育を行うものを除く。）」と規定されており、具体的には次の通りである。
- 学校教育法の第1条に掲げるもの（一条校）でなく、学校教育に類する教育を行うものであること。
- 学校教育法に規定する専修学校[4]の教育を行うものでないこと。
- 当該教育を行うにつき、他の法律により各種学校となることを制限されるものでないこと。
  - 例えば、職業能力開発促進法に基づく職業訓練を行う施設（職業能力開発校等）は、同法第3条の2第2項に「職業訓練は、学校教育法による学校教育との重複を避け」と定められているため、各種学校や専修学校として設置することはできない。

一条校に比べてカリキュラムの自由が利くため、自由学園最高学部や日本聖書神学校、聖公会神学院、日本ルーテル神学校、聖契神学校、中央聖書神学校など、大学の学部や大学院並みの教育を行っていてもあえて各種学校とする教育機関もある。
学校教育法施行時には専修学校の定めがなく、正系の学校（一条校）以外はすべて各種学校であったが、1975年（昭和50年）の法改正によって専修学校の制度が新たに規定され、規定の規模を有した各種学校の大半が1976年（昭和51年）に専修学校へ移行した。専修学校との合同の連合会として、全国専修学校各種学校総連合（全専各連）が組織されている。現在の学校教育法では、専修学校は「第十一章　専修学校（第百二十四条―第百三十三条）」と、一条校と同様に独自の章に規定されているが、各種学校は「第十二章　雑則（第百三十四条―第百四十二条）」の中の第134条に規定されているだけである。

## 専修学校と各種学校の違い
学校教育法に基づき制定された専修学校設置基準（昭和51年文部省令第2号）及び各種学校規程（昭和31年文部省令第31号）の規定により作成。
|                       | 専修学校 | 各種学校 |
| --------------------- | --- | --- |
| 修業期間 （修業年限） | 1年以上 | 原則1年以上 （簡易に修得することができる技術、技芸等の課程については3ヶ月以上1年未満）                                      |
| 年間 授業時間数       | 昼間学科 : 800時間以上 夜間学科 : 450時間以上                                                                             | 680時間以上 |
| 生徒数                | 40人以上 | 教員数等を考慮して定める。                                                                                                  |
| 教員数                | 3人以上 （うち半分は専任であり、定員等によって定める）                                                                    | 3人以上 （課程や生徒数に応じて必要な教員数を配置する）                                                                      |
| 入学資格              | 高等課程（高等専修学校） : 前期中等教育修了以上 専門課程（専門学校） : 後期中等教育修了以上 一般課程 : 独自に設定できる。 | 課程に応じて独自に設定できる。 （学科によって前期中等教育修了以上や後期中等教育修了以上、高等教育修了以上にする学校もある） |
| 教員資格              | 課程別の基準に従って規定される。                                                                                          | 独自に設定できる。 |

## 消費税の扱い
消費税について、一条校及び専修学校は、授業料や入学金の消費税は非課税である（消費税法別表第2第11号イ、ロ）。各種学校についても消費税法別表第2第11号ハで非課税とされているが、各種学校の場合は、すべてではなく、「修業期間が一年以上であることその他政令で定める要件に該当するものに限る。」とされており、消費税法施行令第15条及び消費税法施行規則第４条により成績評価がされることなどが要件となっている。

## 種類と校名
予備校・進学塾・学習塾等
校名の例として、○○予備学校○○校、○○予備校、○○塾○○校、○○ゼミナール、○○セミナーなどがある。
服飾・料理関係
校名の例として、○○ファッションスクール、○○服装学院、○○洋裁学院、○○裁縫女学校、○○編物学院、○○服飾アカデミー、○○料理学院などがある。終戦直後には○○高等家政学校といった校名もあった。
看護・助産系
校名の例として、○○看護学校、○○看護学院、○○助産学校などがある。
事務関係
校名の例として、○○経理学校、○○珠算学校、○○珠算学院、○○タイピスト養成所、○○簿記学校などがある。かつては○○高等商業学校、○○高等実業学校といった校名もあった。
語学関係
校名の例として、○○外語学院、○○日本語学院などがある。
外国人学校
校名の例として、○○インターナショナルスクールなどがある。民族学校では母国名を冠することが多い（中華学校、朝鮮学校、韓国学校）。
自動車教習所
校名の例として、○○自動車学校、○○自動車教習所、○○ドライビングスクール、などがある。
宗教関係
校名の例として、○○神学校、○○神学院などがある。
サポート校
校名の例として、○○高等学院がある。